# Halo: The Master Chief Collection
Halo: Master Chief Collection – kompilacja gier komputerowych z serii pierwszoosobowych strzelanek Halo, wydana 11 listopada 2014 na konsolę Xbox One. Kolekcja została opracowana przez 343 Industries we współpracy z innymi studiami i została wydana przez Microsoft Studios. Kompilacja składa się z Halo: Combat Evolved Anniversary, Halo 2 Anniversary, Halo 3, Halo 4, Halo 3: ODST i Halo: Reach, których oryginalne wersje zostały pierwotnie wydane na wcześniejszych konsolach z rodziny Xbox. Halo 3: ODST i Halo: Reach są dostępne na konsoli Xbox One i Xbox Series X/S jako płatne dodatki. 
Wszystkie gry zostały odświeżone, szczególnie Halo 1 i 2 które doczekały się gruntownych zmian wizualnych z możliwością przełączania się w dowolnym momencie pomiędzy oryginalną oprawą graficzną, a odnowioną. Halo 2 Amniversary otrzymało także całkowicie nowe przerywniki filmowe, które zostały wyrenderowane wcześniej przez Blur Studio. Zawartość dodatkowa gry obejmuje dostęp do filmu Halo: Nightfall, a także wczesny dostęp do gry wieloosobowej Halo 5: Guardians od 29 grudnia 2014 do 18 stycznia 2015.
Tryb wieloosobowy zawiera wszystkie mapy pierwotnie wydane z każdym tytułem, w tym sześć odnowionych map Halo 2.
| Oceny gry       | Oceny gry |
| Serwis          | Ocena     |
| --------------- | --------- |
| Eurogamer       | 9/10      |
| Game Informer   | 9.25/10   |
| GameSpot        | 6/10      |
| IGN             | 9/10      |
| Polygon         | 8/10      |
| Trusted Reviews | 9/10      |
| Oceny zbiorcza  |           |
| Metacritic      | 85/100    |